# Loi du 24 juillet 2006 relative à l'immigration et à l'intégration
Lire en ligne

Sur Légifrance : Loi Sarkozy 2

Loi du 23 janvier 2006 relative à la lutte contre le terrorisme Loi du 20 novembre 2007 relative à la maîtrise de l'immigration, à l'intégration et à l'asile
En France, la loi relative à l'immigration et à l'intégration est une loi issue d'un projet de loi déposé par le ministre de l'Intérieur, Nicolas Sarkozy. Cette loi entraîne une évolution significative du droit de l'immigration en France. Le Parlement a discuté le projet de loi à partir du 2 mai 2006 et l'a adopté définitivement le 30 juin. Saisi par des sénateurs et des députés, le Conseil constitutionnel a validé la loi le 20 juillet.

## Principales mesures
On considère ici le texte dans la version définitive, adoptée par le Parlement le 30 juin 2006. Les numéros d'article mentionnés sont ceux du texte définitif. Ceux qui commencent par la lettre L (exemple : article L.311-7) se réfèrent, sauf indication contraire, au code de l'entrée et du séjour des étrangers et du droit d'asile (CESEDA).

### Entrée sur le territoire national
La délivrance du titre de séjour est désormais soumis à l'obtention d'un visa d'une durée supérieure à trois mois (article 3 de la loi, article L.311-7 CESEDA).

### Obligation de quitter le territoire
L'administration qui refuse de délivrer une carte de séjour peut prononcer une « obligation de quitter le territoire français » (article 52). Auparavant, les services préfectoraux, lorsqu'ils constataient le maintien sur le territoire national de l'étranger qui n'avait pas obtenu un titre de séjour, devaient prendre un arrêté de reconduite à la frontière, acte distinct du précédent.

### Intégration
Le contrat d'accueil et d'intégration devient obligatoire (article 5). Il inclut une formation civique et, si nécessaire, linguistique. L'objet de ce contrat est de préparer l'intégration de l'étranger qui s'installe durablement.
L'octroi de la carte de résident de dix ans suppose « l'intégration de l'étranger dans la société française », appréciée selon trois critères (article 7, article L. 314-2 CESEDA) :
- un « engagement personnel à respecter les principes qui régissent la République française » ;
- un « respect effectif de ces principes » ;
- une connaissance « suffisante » du français (sauf pour les étrangers âgés de plus de soixante-cinq ans).

Les personnes en situation irrégulière ne pourront plus bénéficier d'une régularisation de leur situation si elles justifient de dix années de présence continue sur sol français (article 31). Cette mesure avait été instaurée par la loi Chevènement de 1998.

### Travailleurs et étudiants
Les travailleurs recevront une carte de « travailleur temporaire »  si leur contrat a une durée de moins d'un an et une carte « salarié » pour un contrat de durée supérieure (article 12, article L.313-10 CESEDA). Ces cartes restent valides si le contrat de travail est rompu. 
Les étudiants peuvent bénéficier d'une carte de séjour temporaire avec la mention « étudiant » (article 9, article L. 313-7 CESEDA). Il doit disposer de moyens d'existence suffisants. L'étudiant peut alors exercer une activité professionnelle à temps partiel. Cette carte est attribuée de plein droit dans certains cas, par exemple lorsque le projet d'études a été validé dans le cadre d'un Centre pour les études en France avant le départ du pays d'origine.
Par ailleurs, une carte « compétence et talents » permet l'exercice de toute activité professionnelle (article 15, article L. 315-1 et suivants CESEDA). D'une durée de trois ans et renouvelable, elle peut être accordée à l'étranger « susceptible de participer, du fait de ses compétences et de ses talents, de façon significative et durable au développement économique ou au rayonnement, notamment intellectuel, scientifique, culturel, humanitaire ou sportif de la France et du pays dont il a la nationalité ». C'est la mesure emblématique de la politique d'« immigration choisie » souhaitée par Nicolas Sarkozy. Le projet ou les activités de l'étranger doivent présenter un intérêt particulier pour la France et pour son pays d'origine. Lors de la discussion au Parlement, des conditions d'attribution particulières ont été précisées pour les ressortissants de pays compris dans la « zone de solidarité prioritaire » .

### Famille
L'immigré pourra demander à bénéficier du regroupement familial après dix-huit mois (article 44), contre un an actuellement.
Un conjoint immigré devra attendre trois ans après le mariage avec un Français pour demander une carte de résident. Il pourra demander la nationalité française après quatre ans (voire 5 ans dans des cas particuliers) et non deux comme auparavant.

### Divers
Au cours de la première lecture du projet de loi, l'Assemblée nationale a prévu la création d'un « conseil national de l'immigration », qui devait exprimer un avis sur les orientations de la politique d'immigration et d'intégration et déposer un rapport chaque année au Parlement. Cette mesure a été supprimée au cours de la suite de la discussion..